# William Pinkney Whyte
William Pinkney Whyte (ur. 9 sierpnia 1824 w Baltimore, zm. 17 marca 1908 w Baltimore) – amerykański polityk z Maryland. W trzech różnych okresach zasiadał w Senacie Stanów Zjednoczonych. W latach 1872–1874 piastował stanowisko gubernatora stanu Maryland. Był również burmistrzem miasta Baltimore.